# 訃報 2003年7月
訃報 2003年7月（ふほう 2003ねん7がつ）では、2003年（平成15年）7月中に物故した、又は物故が報じられた人物についてまとめる。

## （1日 - 15日）

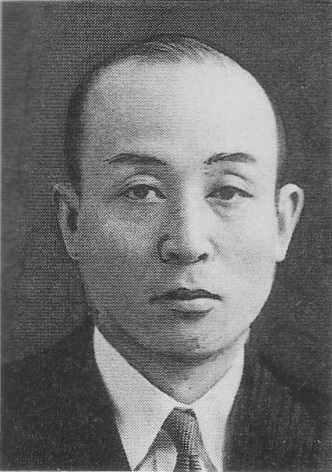
櫻内義雄／7月5日没

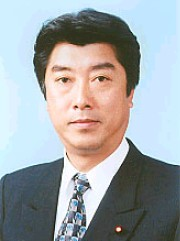
奥谷通／7月8日没

- 7月1日 - ニカウ、映画出演者（* 1944年）
- 7月5日 - 櫻内義雄、第67代衆議院議長（* 1912年）
- 7月6日 - 日野市朗、政治家、元郵政大臣（* 1934年）
- 7月7日 - 鈴木富子、声優（* 1956年）
- 7月8日 - 奥谷通、政治家（* 1951年）
- 7月9日 - 谷恒生、作家（* 1945年）
- 7月11日 - 小松方正、俳優（* 1926年）
- 7月12日 - 芦原義重、実業家（* 1901年）
- 7月13日 - 坂口祐三郎、俳優（* 1941年）
- 7月15日 - 剣持亘、脚本家（* 1945年）

## （16日 - 31日）

ウダイ・サッダーム・フセイン／7月22日没

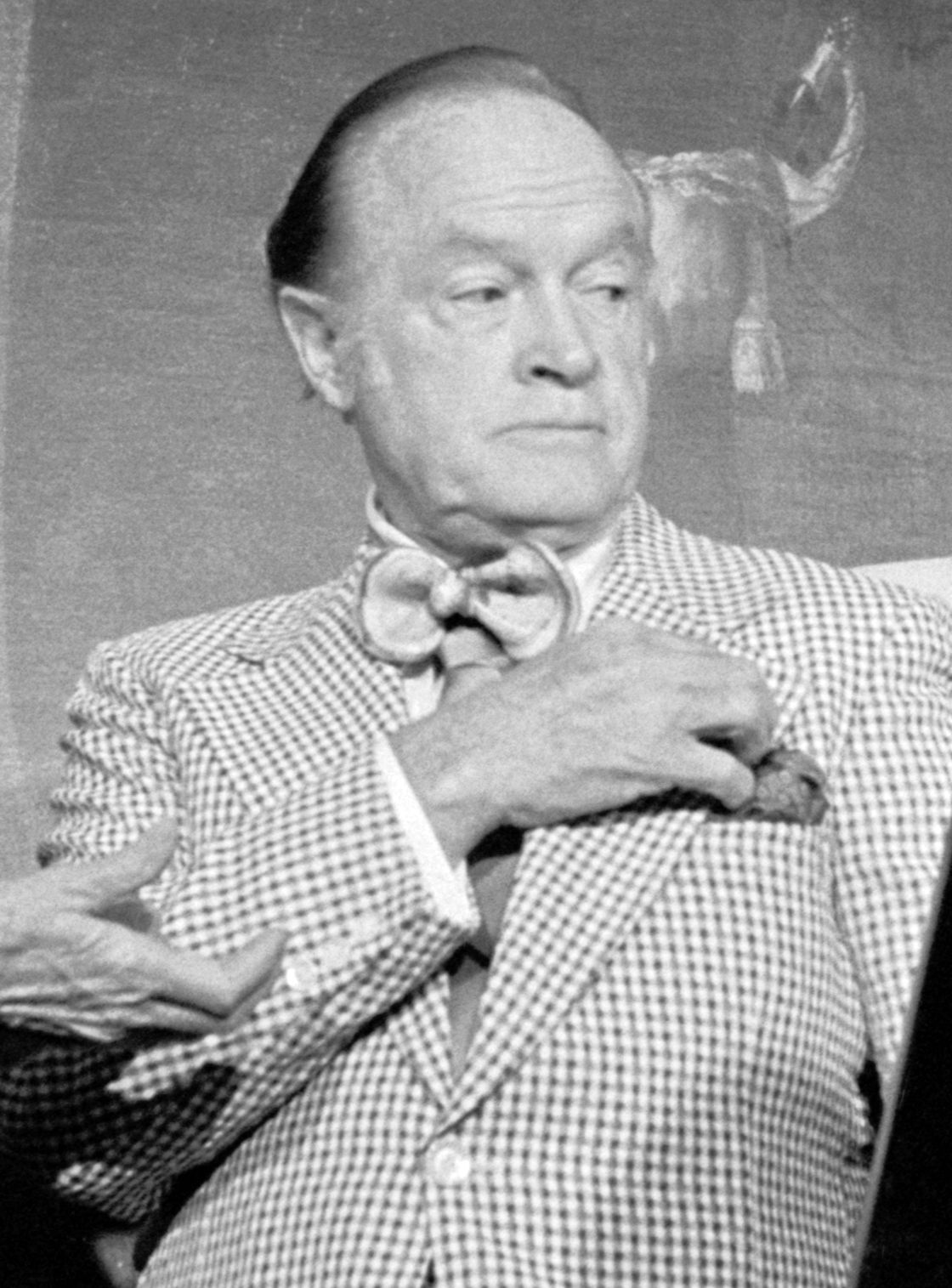
ボブ・ホープ／7月27日没

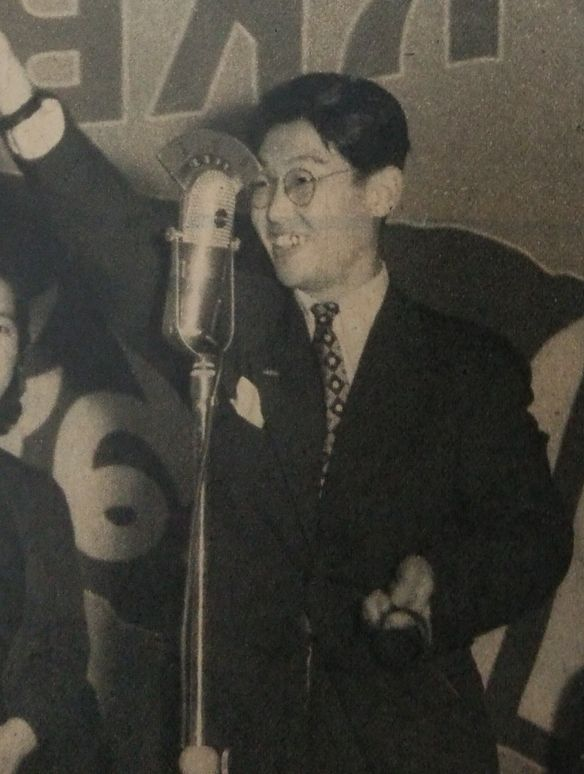
秦豊／7月29日没

- 7月17日 - ロザリン・テューレック、ピアニスト（* 1914年）
- 7月22日 - 鈴木明、ノンフィクション作家（* 1925年）
- 7月22日 - ウダイ・サッダーム・フセイン、イラク大統領の長男（* 1964年）
- 7月22日 - クサイ・サッダーム・フセイン、イラク大統領の次男（* 1966年）
- 7月24日 - 黒田了一、元大阪府知事（* 1911年）
- 7月25日 - 味村治、第55代内閣法制局長官（* 1924年）
- 7月25日 - ジョン・シュレシンジャー、映画監督（* 1926年）
- 7月27日 - ボブ・ホープ、俳優、コメディアン（* 1903年）
- 7月27日 - 花柳武始、俳優（* 1926年）
- 7月28日 - 宇野晃司、俳優（* 1924年）
- 7月29日 - 竹井博友、実業家、地産元社長（* 1920年）
- 7月29日 - 伴勇資、プロ野球選手（* 1923年）
- 7月29日 - 秦豊、ニュースキャスター、政治家（* 1925年）